# جزيرة بيلاندوك
جزيرة بيلاندوك وهي جزيرة من جزر إندونيسيا، وتقع في إقليم كالمنتان الشمالية في إندونيسيا.